# Дубранець
Дубранець (хорв. Dubranec) — населений пункт у Хорватії, у Загребській жупанії у складі міста Велика Гориця.

## Населення
Населення за даними перепису 2011 року становило 349 осіб.
Динаміка чисельності населення поселення:

## Клімат
Середня річна температура становить 10,43 °C, середня максимальна – 24,56 °C, а середня мінімальна – -6,07 °C. Середня річна кількість опадів – 938 мм.
| Клімат поселення                              | Клімат поселення | Клімат поселення | Клімат поселення | Клімат поселення | Клімат поселення | Клімат поселення | Клімат поселення | Клімат поселення | Клімат поселення | Клімат поселення | Клімат поселення | Клімат поселення | Клімат поселення |
| Показник                                      | Січ.             | Лют.             | Бер.             | Квіт.            | Трав.            | Черв.            | Лип.             | Серп.            | Вер.             | Жовт.            | Лист.            | Груд.            |                  |
| Середній максимум, °C                         | 6,20             | 8,11             | 12,54            | 16,81            | 21,43            | 24,56            | 23,73            | 23,13            | 19,48            | 14,38            | 8,56             | 4,65             |                  |
| Середня температура, °C                       | 0,07             | 1,96             | 6,40             | 10,66            | 15,30            | 18,42            | 20,12            | 19,53            | 15,86            | 10,78            | 4,94             | 1,04             |                  |
| Середній мінімум, °C                          | −6,07            | −4,17            | 0,28             | 4,53             | 9,17             | 12,29            | 16,52            | 15,94            | 12,26            | 7,18             | 1,34             | −2,58            |                  |
| Норма опадів, мм                              | 55               | 53               | 63               | 71               | 80               | 95               | 86               | 91               | 90               | 91               | 93               | 70               |                  |
| Середньомісячна швидкість вітру, м/с          | 1.70             | 1.90             | 2.30             | 2.20             | 2.00             | 1.80             | 1.80             | 1.62             | 1.60             | 1.68             | 1.76             | 1.75             |                  |
| Середньомісячна сонячна радіація, кДж/м²·день | 4216             | 6914             | 10522            | 15032            | 19158            | 21046            | 22133            | 19356            | 14178            | 8798             | 4648             | 3380             |                  |
| --------------------------------------------- | ---------------- | ---------------- | ---------------- | ---------------- | ---------------- | ---------------- | ---------------- | ---------------- | ---------------- | ---------------- | ---------------- | ---------------- | ---------------- |
| Джерело:                                      |                  |                  |                  |                  |                  |                  |                  |                  |                  |                  |                  |                  |                  |